# Худяков, Владимир Михайлович
Владимир Михайлович Худяков (15.03.1914, г. Семёнов Нижегородской губернии — 1997, Москва) — советский учёный, специалист в области разработки ядерных зарядов.
Работа:
- 1938—1950 на предприятиях Министерства авиационной промышленности.
- 1950—1963 КБ-11 (РФЯЦ-ВНИИЭФ), от инженера-конструктора до начальника отдела.
- 1963—1978 ВНИИА, начальник конструкторской бригады.

Лауреат Ленинской премии 1962 г. за разработку самого мощного термоядерного заряда.
Награды: два ордена Трудового Красного Знамени (1954,1956), орден Ленина (1961), медаль «За доблестный труд в Великой Отечественной войне 1941—1945 гг.».